# Claudio Mussato
Claudio Mussato (Udine, 27 marzo 1944 – Udine, 4 dicembre 2012) è stato un politico e avvocato italiano.
Fu sindaco di Udine tra il 1993 e il 1995.

## Biografia
Nato a Udine nel 1944, nel 1969 si laureò in giurisprudenza all'università di Trieste, per poi esercitare la professione di avvocato. Esponente della Democrazia Cristiana, ottenne il primo incarico politico di rilievo nel 1993, quando subentrò a Orfeo Busatto nel consiglio comunale della città natale; nello stesso anno, in seguito alle dimissioni di Pietro Zanfagnini, allora sindaco per il Partito Socialista Italiano, divenne primo cittadino, sostenuto dal pentapartito. L'anno successivo, a causa delle inchieste di Mani pulite, pur non essendo coinvolto nessuno dei membri, la giunta cadde. Mussato si pose allora alla guida di una nuova maggioranza, allargata a Sinistra Indipendente e ai Verdi, restando in carica fino al 1995. Si segnalano come significativi dell'amministrazione Mussato l'inizio del restauro di casa Cavazzini, affidato a Gae Aulenti, e la decisione di farne una sede museale, la pedonalizzazione del centro storico e la nascita della manifestazione Friuli doc, ideata proprio da lui. Colto da un malore, morì nel 2012 all'ospedale Santa Maria della Misericordia.